# Shādegān (kommunhuvudort i Iran)
Shādegān (persiska: شادگان) är en kommunhuvudort i Iran.   Den ligger i provinsen Khuzestan, i den västra delen av landet, 600 km söder om huvudstaden Teheran. Shādegān ligger 9 meter över havet och antalet invånare är 37 220.
Terrängen runt Shādegān är mycket platt. Runt Shādegān är det ganska tätbefolkat, med 54 invånare per kvadratkilometer. Shādegān är det största samhället i trakten. Omgivningarna runt Shādegān är i huvudsak ett öppet busklandskap.